# Jinzhong
Jinzhong (chinesisch 晋中市, Pinyin Jìnzhōng Shì) ist eine Stadt im Osten der chinesischen Provinz Shanxi mit 3.379.498 Einwohnern (Stand: Zensus 2020) auf einer Fläche von 16.355 km². In dem eigentlichen städtischen Siedlungsgebiet von Jinzhong leben 716.222 Menschen (Stand: Zensus 2020).

## Administrative Gliederung
Die bezirksfreie Stadt Jinzhong setzt sich auf Kreisebene aus zwei Stadtbezirken, einer kreisfreien Stadt und acht Kreisen zusammen. Diese sind (Stand: Zensus 2020):
- Stadtbezirk Taigu – 太谷区 Tàigǔ Qū, 1.038 km², 322.099 Einwohner;
- Stadtbezirk Yuci – 榆次区 Yúcì Qū, 1.319 km², 904.518 Einwohner;
- Stadt Jiexiu – 介休市 Jièxiū Shì, 725 km², 432.095 Einwohner;
- Kreis Yushe – 榆社县 Yúshè Xiàn, 1.693 km², 111.714 Einwohner;
- Kreis Zuoquan – 左权县 Zuǒquán Xiàn, 2.024 km², 144.519 Einwohner;
- Kreis Heshun – 和顺县 Héshùn Xiàn, 2.204 km², 121.617 Einwohner;
- Kreis Xiyang – 昔阳县 Xīyáng Xiàn, 1.939 km², 190.861 Einwohner;
- Kreis Shouyang – 寿阳县 Shòuyáng Xiàn, 2.125 km², 200.352 Einwohner;
- Kreis Qi – 祁县 Qí Xiàn, 856 km², 254.535 Einwohner;
- Kreis Pingyao – 平遥县 Píngyáo Xiàn, 1.253 km², 450.697 Einwohner;
- Kreis Lingshi – 灵石县 Língshí Xiàn, 1.215 km², 246.491 Einwohner.